# Cephalotes pusillus
Cephalotes pusillus é uma espécie de inseto do gênero Cephalotes, pertencente à família Formicidae.